# A Kyle, a rejtélyes idegen szereplői
Az oldal a Kyle, a rejtélyes idegen (Kyle XY) című amerikai sci-fi televíziós sorozat szereplőit tartalmazza.

## Főszereplők
- Kyle Trager a sorozat címszereplője, a Zzyzx labor szuperkatonákat előállító cégének „terméke”. Az emlékekkel nem rendelkező Kyle-t kisgyermekként a Trager család fogadta be és nevelte fel. Kyle a család tagjaként próbál beilleszkedni az emberi társadalomba és fedezi fel különleges képességeit.
- Nicole Trager pszichológus, aki annak idején befogadta Kyle-t. Stephen Trager felesége, két gyermeke van, Lori és Josh.
- Stephen Trager szoftvertervező, aki állása elvesztése után a MadaCorp-nál helyezkedik el. Kyle örökbefogadó, illetve Lori és Josh vér szerinti apja, Nicole férje.
- Lori Trager Nicole és Stephen Trager lánya, Kyle és Josh lánytestvére. Lori mindkét évad során többször kapcsolatba került és szakított Declan McDonough-hal. Gitározik és az egyik epizódban dalt is írt a fiúval való kapcsolatáról.
- Josh Trager Nicole és Stephen Trager fia, Kyle és Lori testvére.
- Declan McDonough Lori volt szerelme. Kyle legjobb barátja, akivel a legtöbb titkát megosztja.
- Amanda Bloom Kyle barátnője, és Lori barátja, aki a szomszédban lakik. Hivatásos zongorista, szigorú anyjával él együtt.
- Jessi XX ugyanabban a gyárban „született”, ahol Kyle. Declannal járt, de a MadaCorp átprogramozta, hogy inkább Kyle iránt érdeklődjön.

## Mellékszereplők
- Andromeda „Andy” Jensen Josh Trager közeli barátja, később kiderül róla, hogy rákos. Josh iránt gyengéd érzelmeket táplál.
- Charlie Tanner Amanda Bloom exszerelme, korábban Declan McDonough barátja volt.
- Hillary Lori Trager legjobb barátja. Futó kalandja volt Charlie Tannerrel.

## A Zzyzx tagjai
- Tom Foss korábban a Zzyzx dolgozója volt, majd Kyle védelmezője lett.
- Adam Baylin a Zzyzx megalkotója, az ő külseje alapján tervezték meg Kyle megjelenését.
- Brian Taylor Adam Baylin segítője volt, de később elárulta őt.
- Rebecca Thatcher vezette a Zzyzx-et Baylin eltávolítása után. Utasította Cyrus Reynolds-ot, hogy ölje meg Kyle-t, de amikor Foss megtámadta a cég főhadiszállását, Thatcher életét vesztette.
- Cyrus Reynolds a Zzyzx biztonsági igazgatója volt, akit Thatcher Kyle és Foss megölésére utasított. Reynolds megsebesítette Foss-t, de a főhadiszállás felrobbanásakor meghalt.
- William Kern a Washingtoni egyetem korábbi professzora. Baylin oktatója volt, majd tanítványa a Zzyzx-hez hívta dolgozni. Kern és Taylor eltávolította Baylint pozíciójából, mert meg akarták ölni Kyle-t. Kernnel Foss végzett, Kyle megmentése után.
- Sarah Jessi „anyja”, korábban Adam Baylin szeretője volt.

## Egyéb szereplők
- Julian Ballantine a MadaCorp vezetője, mely a Zzyzx tulajdonosa volt.
- Emily Hollander a MadaCorp dolgozója, akit arra utasítottak, hogy Jessi nővérének adja ki magát.
- Cassidy a Latnok titokzatos tagja, aki be akarta venni Kyle-t a cégbe.
- Jason Breen detektív volt a felelős Kyle múltjának kinyomozásáért.
- Carol Bloom Amanda Bloom anyja.
- David és Julia Peterson házaspár, akit Foss és Baylin bérelt fel Kyle kézre kerítésére. Petersonék Kyle vér szerinti szüleinek adták ki magukat.
- Paige Hollander Emily Hollander lánya.
- L.K. Deichman esetlen fiú, akivel Kyle az első iskolai napon összebarátkozik.

## Külső hivatkozások
- A sorozat szereplői a BBC weboldalán